# Hypersymmoca psammocryptis
Hypersymmoca psammocryptis is een vlinder uit de familie sikkelmotten (Oecophoridae). De wetenschappelijke naam van deze soort is voor het eerst geldig gepubliceerd in 1923 door Meyrick.
De soort komt voor in tropisch Afrika.